# Linha 2 do Metrô da Cidade do México
A Linha 2: Cuatro Caminos ↔ Tasqueña é uma das linhas em operação do Metrô da Cidade do México, inaugurada no dia 1º de agosto de 1970. Estende-se por cerca de 23,431 km, dos quais 20,713 km são usados para serviço e o restante para manobras. A cor distintiva da linha é o azul.
Possui um total de 24 estações em operação, das quais 14 são subterrâneas e 10 são superficiais. As estações Bellas Artes, Chabacano, Ermita, Hidalgo, Pino Suárez e Tacuba possibilitam integração com outras linhas do Metrô da Cidade do México, enquanto que a Estação Tasqueña possibilita integração com o VLT da Cidade do México.
A linha, operada pelo Sistema de Transporte Colectivo, possui o maior tráfego do sistema, tendo registrado um movimento de 280.426.705 passageiros em 2016. Atende o município de Naucalpan de Juárez e as seguintes demarcações territoriais da Cidade do México: Benito Juárez, Coyoacán, Cuauhtémoc, Iztacalco e Miguel Hidalgo.

## Trechos
A Linha 2, ao longo dos anos, foi sendo ampliada a medida que novos trechos eram entregues. A tabela abaixo lista cada trecho construído, junto com sua data de inauguração, sua extensão, o número de estações inauguradas, a extensão acumulada da linha e o número de estações acumulado:
| Trecho                  | Inauguração            | Extensão entregue | N.º de estações entregue | Extensão acumulada | N.º de estações acumulado |
| ----------------------- | ---------------------- | ----------------- | ------------------------ | ------------------ | ------------------------- |
| Pino Suárez ↔ Tasqueña  | 1º de agosto de 1970   | 11,321 km         | 11                       | 11,321 km          | 11                        |
| Tacuba ↔ Pino Suárez    | 14 de setembro de 1970 | 8,101 km          | 11                       | 19,422 km          | 22                        |
| Cuatro Caminos ↔ Tacuba | 22 de agosto de 1984   | 4,009 km          | 2                        | 23,431 km          | 24                        |

## Estações

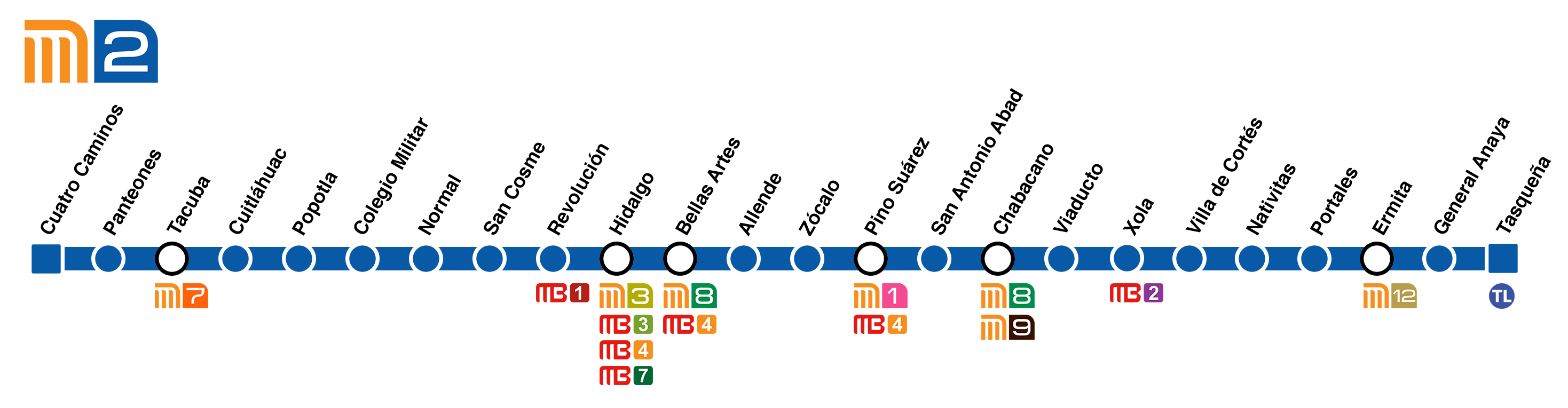
Plano da linha.

| Nome             | Inauguração            | Demarcação territorial          | Integração | Posição     | Latitude      | Longitude     |
| ---------------- | ---------------------- | ------------------------------- | ---------- | ----------- | ------------- | ------------- |
| Cuatro Caminos   | 22 de agosto de 1984   | Naucalpan de Juárez (município) | -          | Subterrânea | 19° 27' 35" N | 99° 12' 57" O |
| Panteones        | 22 de agosto de 1984   | Miguel Hidalgo                  | -          | Subterrânea | 19° 27' 32" N | 99° 12' 11" O |
| Tacuba           | 14 de setembro de 1970 | Miguel Hidalgo                  |            | Subterrânea | 19° 27' 34" N | 99° 11' 21" O |
| Cuitláhuac       | 14 de setembro de 1970 | Miguel Hidalgo                  | -          | Subterrânea | 19° 27' 27" N | 99° 10' 55" O |
| Popotla          | 14 de setembro de 1970 | Miguel Hidalgo                  | -          | Subterrânea | 19° 27' 08" N | 99° 10' 29" O |
| Colegio Militar  | 14 de setembro de 1970 | Miguel Hidalgo                  | -          | Subterrânea | 19° 26' 58" N | 99° 10' 20" O |
| Normal           | 14 de setembro de 1970 | Miguel Hidalgo                  | -          | Subterrânea | 19° 26' 40" N | 99° 10' 03" O |
| San Cosme        | 14 de setembro de 1970 | Cuauhtémoc                      | -          | Subterrânea | 19° 26' 30" N | 99° 09' 40" O |
| Revolución       | 14 de setembro de 1970 | Cuauhtémoc                      | -          | Subterrânea | 19° 26' 22" N | 99° 09' 20" O |
| Hidalgo          | 14 de setembro de 1970 | Cuauhtémoc                      |            | Subterrânea | 19° 26' 14" N | 99° 08' 50" O |
| Bellas Artes     | 14 de setembro de 1970 | Cuauhtémoc                      |            | Subterrânea | 19° 26' 10" N | 99° 08' 31" O |
| Allende          | 14 de setembro de 1970 | Cuauhtémoc                      | -          | Subterrânea | 19° 26' 08" N | 99° 08' 15" O |
| Zócalo           | 14 de setembro de 1970 | Cuauhtémoc                      | -          | Subterrânea | 19° 26' 00" N | 99° 07' 58" O |
| Pino Suárez      | 1º de agosto de 1970   | Cuauhtémoc                      |            | Subterrânea | 19° 25' 31" N | 99° 07' 59" O |
| San Antonio Abad | 1º de agosto de 1970   | Cuauhtémoc                      | -          | Superfície  | 19° 25' 07" N | 99° 08' 03" O |
| Chabacano        | 1º de agosto de 1970   | Cuauhtémoc                      |            | Superfície  | 19° 24' 30" N | 99° 08' 09" O |
| Viaducto         | 1º de agosto de 1970   | Benito Juárez / Iztacalco       | -          | Superfície  | 19° 24' 03" N | 99° 08' 13" O |
| Xola             | 1º de agosto de 1970   | Benito Juárez                   | -          | Superfície  | 19° 23' 43" N | 99° 08' 16" O |
| Villa de Cortés  | 1º de agosto de 1970   | Benito Juárez                   | -          | Superfície  | 19° 23' 15" N | 99° 08' 20" O |
| Nativitas        | 1º de agosto de 1970   | Benito Juárez                   | -          | Superfície  | 19° 22' 46" N | 99° 08' 25" O |
| Portales         | 1º de agosto de 1970   | Benito Juárez                   | -          | Superfície  | 19° 22' 11" N | 99° 08' 30" O |
| Ermita           | 1º de agosto de 1970   | Benito Juárez                   |            | Superfície  | 19° 21' 43" N | 99° 08' 35" O |
| General Anaya    | 1º de agosto de 1970   | Coyoacán                        | -          | Superfície  | 19° 21' 12" N | 99° 08' 42" O |
| Tasqueña         | 1º de agosto de 1970   | Coyoacán                        |            | Superfície  | 19° 20' 39" N | 99° 08' 34" O |